# Le Cœur grenadine
Albums de Laurent Voulzy
Bopper en larmes
(1983)
Le Cœur grenadine est le premier album de Laurent Voulzy sorti en 1979. Trois singles sont extraits de l'album : la chanson-titre, Lucienne est américaine et Cocktail chez Mademoiselle. L'album contient une reprise de Serge Gainsbourg, Qui est "in" qui est "out".
Les éditions Bayard jeunesse en 1997 ont créé en référence à la chanson Cœur grenadine, et avec l'autorisation de Laurent Voulzy et Alain Souchon, une collection de romans sentimentaux pour adolescents. L'album apparait dans le film Le monde est à toi de Romain Gavras en 2018.

## Chansons
| No | Titre                      | Auteur                | Durée |
| -- | -------------------------- | --------------------- | ----- |
| 1. | Le Cœur grenadine          | A. Souchon, L. Voulzy | 5:48  |
| 2. | Hé ! P'tite Blonde         | A. Souchon, L. Voulzy | 4:07  |
| 3. | Karin Redinger             | A. Souchon, L. Voulzy | 2:30  |
| 4. | Grimaud                    | L. Voulzy             | 3:19  |
| 5. | Lucienne est américaine    | A. Souchon, L. Voulzy | 3:53  |
| 6. | En Tini                    | A. Souchon, L. Voulzy | 4:05  |
| 7. | Cocktail chez Mademoiselle | A. Souchon, L. Voulzy | 6:38  |
| 8. | Qui est in qui est out     | S. Gainsbourg         | 3:52  |